# Ірвінг Мілз
Ірвінг Гарольд Мілз (англ. Irving Harold Mills), при народженні Ісидор Мінський (нар. 18 січня 1894, Одеса, Херсонська губернія, Російська імперія — 21 квітня, 1985, Палм-Спрінгз, Каліфорнія, США) — американський музичний видавець, музикант, автор текстів і популяризатор джазу українського єврейського походження. Він часто використовував псевдоніми Гуді Гудвін і Джо Прімроуз.

## Біографія
Народився в єврейській родині в Одесі, українському місті, що на той час перебувало в складі Російської імперії, хоча деякі біографії стверджують, що він народився в Нижньому Іст-Сайді Мангеттена в Нью-Йорку. Його батько, Гайман Мінський, був капелюшником, який емігрував з Одеси до Сполучених Штатів разом зі своєю дружиною Софією (до шлюбу Дудіс). Гайман помер у 1905 році, а Ірвінг і його брат Джейкоб (1891—1979) працювали на випадкових роботах, включаючи бассером в ресторанах, продаж шпалер і роботу в швейній промисловості. До 1910 року Міллс був телефоністом.
Мілз одружився з Беатріс («Бессі») Віленскі у 1911 році, і згодом вони переїхали до Філадельфії. До 1918 року Мілз працював на видавця Лео Фейста. Його брат, Джек, працював менеджером у «McCarthy and Fisher», музичній видавничій фірмі автора текстів Джозефа МакКарті та автора пісень Фреда Фішера.
Він помер у Палм-Спрінгз, штат Каліфорнія, у 1985 році у віці 91 року.

## Mills Music
У липні 1919 року старший брат Ірвінга Джек заснував «Jack Mills Music» головним чином мотивований до цього бажанням опублікувати власні пісні. Незабаром після цього до нього приєднався Ірвінг Міллз, який працював віце-президентом компанії з Джеком як президентом і Семюелем Джессі Баззеллом як секретарем і радником. У 1928 році компанія була перейменована в «Mills Music, Inc.». У 1929 році Mills Music придбала збанкрутілу компанію «Waterson, Berlin & Snyder, Inc.». Син Баззелла, Лорінг Баззелл, недовго працював у компанії, з березня 1949 року по жовтень 1950 року.
Ірвінг, Джек і Семюел продали Mills Music 25 лютого 1965 року «Utilities and Industries Corporation» (комунальна компанія, розташована в Нью-Йорку). У 1969 році Utilities and Industries Corporation об'єднала Mills Music з Belwin, іншим музичним видавцем, утворивши Belwin-Mills. Освітній видавець Esquire Inc. оголосив про придбання Belwin-Mills у 1979 році. Gulf and Western придбала Esquire Inc. у 1983 році та продала друкарню Belwin-Mills компанії Columbia Pictures Publications (CPP) у 1985 році. CPP пізніше був придбаний Filmtrax, а Filmtrax був придбаний «EMI Music Publishing» у 1990 році. У 1994 році Warner Bros. Publications розширила свою друковану нотну діяльність, придбавши CPP/Belwin, друковану діяльність Belwin-Mills. У 2005 році «Alfred Music» придбав Warner Bros. Publications (включаючи Belwin-Mills) у Warner Music Group.
Каталогом Mills Music тепер керує «Sony Music Publishing», яка придбала «EMI Music Publishing» у 2012 році.

## The Mills Music Trust
«Utilities and Industries Corporation» реструктурувала «Mills Music» у «The Mills Music Trust». На момент продажу його топ-10 найбільш прибуткових композицій були:
1. «Stardust[en]»
2. «When You're Smiling[en]»
3. «The Syncopated Clock[en]»
4. «Moonglow[en]»
5. «Sleigh Ride»
6. «I Can't Give You Anything but Love, Baby[en]»
7. «Caravan (пісня Хуана Тізоля і Дюка Еллінгтона)[en]»
8. «Blue Tango[en]»
9. «Mood Indigo[en]»
10. «Who's Sorry Now?[en]»

До кінця 1963 року 114 найменувань приносили 77 % доходу від авторських гонорарів за п'ять років. За оцінками, загальна кількість композицій на момент продажу перевищувала 25 000, з яких 1 500 все ще отримували гонорари. У 1964 році Мілз отримав 1,3 мільйона доларів (еквівалент 13 075 790 доларів у 2023 році). Компанія мала 20 музичних видавничих компаній, а також видавничі концерни у Великобританії, Бразилії, Канаді, Франції, Західній Німеччині, Мексиці, Нідерландах та Іспанії.

### Структура
The Mills Music Trust торгував паями OTC (позабіржовий) під символом MMTRS. Траст отримував виплати від EMI Records на основі формули, яка змінилася в 2010 році, коли траст передав майже всі свої кошти власникам паїв.

## Співпраця
Мілз відкрив ряд авторів пісень, зокрема Зеза Конфрі, Семмі Фейна, Гаррі Берріса, Джина Остіна, Хогі Кармайкла, Джиммі Макх’ю та Дороті Філдс. Він просунув або навіть розпочав кар'єру Кеба Калловея, Дюка Еллінгтона, Бена Поллака, Джека Тігардена, Бенні Гудмена, Вілла Хадсона та Реймонда Скотта.
Мілз заснував групу студійного звукозапису «Irving Mills and his Hotsy Totsy Gang» з Томмі Дорсі, Джиммі Дорсі, Джо Венуті, Едді Ленгом, Арнольдом Бріллхардтом (кларнет, сопрано та альт-саксофон), Артуром Шуттом і Менні Кляйном. Інші варіації його гурту включали Гленна Міллера, Бенні Гудмана та Реда Ніколса (Міллс назвав Реда Ніколса «і його п'ять пенні»).
У 1932 році Мілз заснував групу звукозапису «Rhythmakers» як засіб для запису та просування джазового співака Біллі Бенкса. Група була расово інтегрованим ансамблем у той час, коли таким групам було законодавчо заборонено виступати в публічних театрах, і до неї входили кілька високоповажних джазових музикантів, зокрема Ред Аллен, Джек Бленд, Пі Ві Рассел, Фетс Уоллер, Едді Кондон і Джиммі Лорд.

### Дюк Еллінгтон
Одного вечора, приблизно в 1925 році, Мілз пішов до невеликого клубу на Західній 49-й вулиці між 7-ою авеню та Бродвеєм під назвою «Клуб Кентуккі», який часто називають Кентуккі-Клабом, раніше Голлівудським клубом. Власник привіз невелику групу з шести музикантів із Вашингтона, округ Колумбія, і хотів знати, що про них думає Мілз. Мілз залишився до кінця вечора, слухаючи гурт, Дюка Еллінгтона та його оркестр клубу Кентуккі. Мабуть, наступного дня Мілз підписав контракт з Еллінгтоном. Вони зробили численні записи разом, не лише під іменем Дюка Еллінгтона, але й за допомогою груп, до складу яких входили сайдмени Дюка.
Мілз був менеджером Еллінгтона з 1926 по 1939 рік. Згідно з контрактом з Еллінгтоном, Мілз володів 50 % акцій «Duke Ellington Inc.» і, таким чином, отримав визнання за мелодії, які стали популярними стандартами: «Mood Indigo», «(In My) Solitude», «It Don't Mean a Thing (If It Ain't Got That Swing)», «Sophisticated Lady» та ін. Він також підштовхнув Еллінгтона до запису для «Victor», «Brunswick», «Columbia», «Banner», «Romeo», «Perfect», «Melotone», «Cameo», «Lincoln», «Hit of the Week Records» та інших. Мілз іноді використовував літературних рабів, щоб втілити свої ліричні ідеї, а іноді спирався на їхні ідеї. Він зіграв важливу роль у тому, що Дюка Еллінгтона взяли на роботу Коттон Клаб.
Мілз був одним із перших, хто записав темношкірих і білих музикантів разом, використовуючи дванадцять білих музикантів і оркестр Дюка Еллінгтона на 12-дюймовій платівці зі швидкістю 78 обертів на хвилину, яка містить «Saint Louis Blues» на одній стороні та попурі пісень під назвою «Gems from Blackbirds of 1928» на іншій, на якій Мілз співав з оркестром Еллінгтона. «Victor Records» спочатку вагалися, перед тим як випустити платівку, але коли Мілз став погрожувати вилучити його виконавців зі свого списку, він переміг.
Мілз створив «Mills Blue Rhythm Band» як допоміжний оркестр у «Cotton Club». Кеб Келловей і його група принесли нову пісню в Коттон Клаб, яку Мілз написав разом з Калловеєм і Кларенсом Гескіллом під назвою «Minnie the Moocher».

## Інновації

### Концепція гурту в гурті
Однією з найбільш значущих інновацій Мілза стала концепція «групи в групі», що передбачає запис невеликих груп. Він почав це в 1928 році, організувавши для членів групи Бена Поллака записи під низкою псевдонімів на «dime store» лейблах — наприклад, «Banner», «Oriole», «Cameo», Domino та «Perfect» — тоді як Поллак мав ексклюзивний контракт з «Victor». Деякі з цих записів колекціонери вважають класикою джазу. Мілз надрукував «невеликі оркестровки», транскрибовані поза записом, щоб непрофесійні музиканти могли бачити, як створюються чудові соло. Пізніше це зробили Бенні Гудмен, Арті Шоу та кілька інших груп.

### Бронювальна компанія
Ірвінг створив «Mills Artists Booking Company». У 1934 році він створив повністю жіночий оркестр на чолі з Іною Рей. Він додав Хаттон до її імені, і вона стала популярною «Іною Рей Хаттон та її Оркестром».

### Музичне видавництво
У 1934 році «Mills Music» також заснувала видавничу компанію «Exclusive Publications, Inc.», яка спеціалізується на оркестровці таких авторів пісень, як Вілл Хадсон, який написав пісню «Mr. Ghost Goes to Town» разом із Міллзом і Мітчеллом Перішом у 1936 році.

### Лейбли звукозапису
Наприкінці 1936 року за участю Герберта Єйтса з «American Record Corporation» (ARC) Мілз заснував лейбли Master і Variety, які розповсюджувалися ARC через торговий персонал лейблів Brunswick і Vocalion (Мілз раніше брав участь у A&R для Columbia в 1934—1936 роках, після того, як ARC придбав лейбл, що провалився). Ірвінг підписав контракт з Хелен Оклі Денс, щоб здійснювати нагляд над записом невеликих груп для лейблу Variety. З грудня 1936 року по вересень 1937 року було видано 40 записів на Master і 170 на Variety. Найбільш продаваними артистами лейблу Master були Дюк Еллінгтон, Реймонд Скотт, Hudson-De Lange Orchestra, Каспер Рірдон і Адріан Ролліні. До списку Variety входили Кеб Келловей, Ред Ніколс, невеликі групи з гурту Еллінгтона на чолі з Барні Бігардом, Куті Вільямсом, Рексом Стюартом і Джонні Ходжесом, а також Нобл Сісл, Френкі Ньютон, «The Three Peppers», Чу Беррі, Біллі Кайл і інших джазовs і поп-виконавці у Нью-Йорку.
Наприкінці 1937 року численні проблеми спричинили крах цих лейблів. Продажі «Brunswick» і «Vocalion» також мали проблеми через конкуренцію з боку «Victor» і «Decca». Мілз намагався організувати видання своєї музики в Європі, але безуспішно. Після розпаду лейблів назви, які все ще продавалися на «Master», були перевидані на «Brunswick», а ті, що все ще продавалися на «Variety», були перевидані на «Vocalion». Мілз продовжив свою серію записів M-100 після того, як лейбли були взяті під контроль ARC, і після скорочення записувань лише до виконавців, які краще продавалися, нові записи, зроблені «Master» із січня 1938 року, були випущені на «Brunswick» (а пізніше Columbia) та «Vocalion» (пізніше відроджений як Okeh) до 7 травня 1940 року. Починаючи з 8 березня 1939 року на сесії Еллінгтона до матриць було додано префікс «W» (наприклад, WM-990 і WM-991). Потім ця матрична серія використовувалася до WM-1150, а останньою стала сесія «Тріо Адріана Ролліні», яка виконувала «The Girl With the Light Blue Hair», Voc/Okeh 5979, 7 травня 1940 року, Нью-Йорк. У серії було 1055 сесій.
Мілз очолив Американську звукозаписну компанію, нині «Columbia Records». У якийсь момент Мілз співав на шести радіостанціях сім днів на тиждень. Джиммі Макх’ю, Семмі Фейн і Джин Остін по черзі були його піаністами.

## Фільмографія
Він продюсував один фільм — «Штормова погода» для 20th Century Fox у 1943 році, в якому знялися Лена Хорн, Кеб Келловей, Затті Сінглтон, Фатс Уоллер і танцюристи, брати Ніколас і Білл «Боджанглз» Робінсон. У нього був контракт на зйомки інших фільмів, але він виявив, що це «занадто повільно», тому він продовжував шукати, записувати та «плагити» музику[джерело?].

## Вибрані виконавці
Серед артистів, записаних особисто Мілзом, були:
- «Ірвінг Ааронсон[en] та його Командири»
- Оркестр Віка Бертона[en]
- Оркестр Біллі Бенкса[en]
- Орекстр Кеба Келловея
- «The Chocolate Dandies[en]»
- Дюк Еллінгтон і його оркестр
- Оркестр Франка Фроба[en]
- «Сонні Грір[en] і його люди з Мемфіса»
- «Іна Рей Хаттон[en] та її Melodears[en]»
- Джиммі Лунсфорд[en]
- Оркестр Вінгі Маноне[en]
- Ред Маккензі[en]
- «Ред Ніколс[en] і його п'ять пенні»
- Оркестр Луї Пріма
- Чак Річардс[en]
- Джо Венуті[en]
- Вілл Хадсон[en][a]–Оркестр Едді ДеЛанжа[en]
- Оркестр Люда Глускіна[en]
- «Red Norvo[en] & His Swing Septet»
- Оркестр Рекса Стюарта[en]Рекса Стюарта
- Оркестр Бенні Картера[en]
- Оркестр Бастера Бейлі[en]
- Оркестр Джо Хеймса[en]
- Оркестр Менні Кляйна[en]

## Нотатки
1. Записи в США свідчать, що Ірвінг Мілз народився в Російській імперії, точніше в Одесі.
2. Вілл Хадсон (Артур Мюррей Хейнер; 1908–1981) був композитором
3. Арнольд Брілхардт ( Арнольд Росс Брілхарт; 1904–1998), саксофоніст, одружений на (близько 1933) Верлі Міллс Девіс (у дівоцтві; 1911–1983) арфіст; вони розлучилися в 1966 році